# Amtsbücherkunde

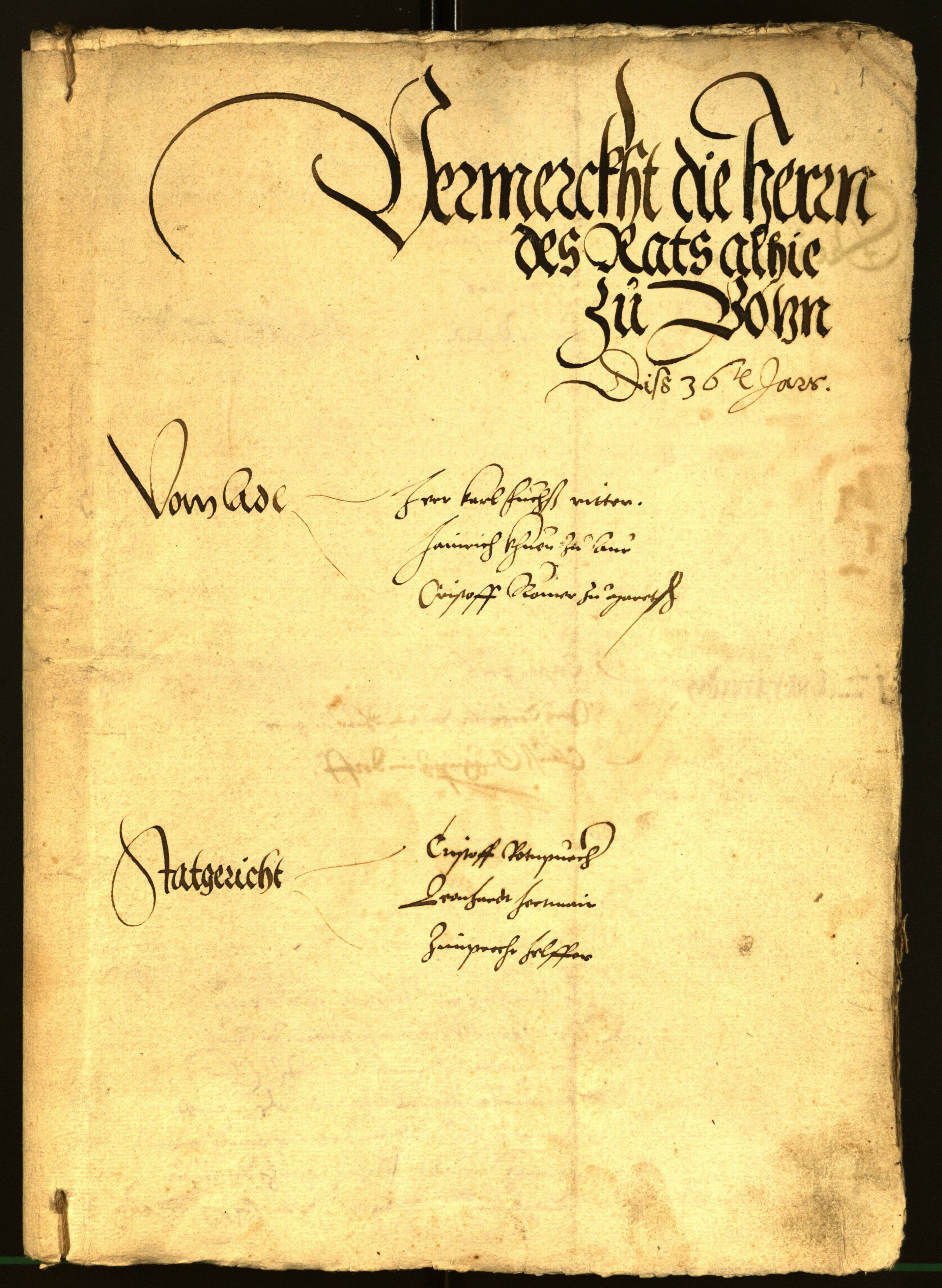
Ratsprotokoll der Stadt Bozen von 1536, fol. 1r

Die Amtsbücherkunde beschäftigt sich mit dem Verwaltungsschriftgut in Buchform als Quelle der Geschichtsforschung. Sie ist damit eng verwandt mit der Aktenkunde und der Diplomatik.

## Allgemeines
Die Typologie der Amtsbücher ist noch nicht voll entwickelt. Wichtige Forschungszweige der Amtsbücherkunde sind die Beschäftigung mit den Stadtbüchern, den Urbaren, den Kopialbüchern, den Urkundenregistern, den Rechnungen und den kaufmännischen Geschäftsbüchern. Als weitere Amtsbuchtypen können unterschieden werden Protokolle, Nekrologien, Lehenbücher, Bürgerbücher, Traditionsbücher, Gerichtsbücher, Kirchenbücher, die wichtige Quellen für die Personengeschichte und Genealogie, die Wirtschaftsgeschichte, die Landesgeschichte oder die Sozialgeschichte des Mittelalters und der frühen Neuzeit sind und deshalb häufig wissenschaftlich ediert sind, aber nur selten typologisch auf ihren Entstehungszusammenhang und Verwendungszweck untersucht worden sind.
Die Buchform als Verwaltungsschriftgut setzt sich im hohen Mittelalter gegenüber den Schriftrollen (rotulus) für listenartige Texte durch. Erschließungsinstrumente wie Inhaltsverzeichnisse und Register werden erst am Ende des Mittelalters üblich.
Buchförmiges Verwaltungsschriftgut ist eine Vorform serieller Verwaltungsarbeit. Vom 15. bis zum 18. Jahrhundert sind die Kanzleien der zentralen und lokalen Behörden häufig geprägt von Amtsbüchern, indem die mündlichen und schriftlichen Verwaltungsakte in Amtsbüchern (Protokolle, Eingangs- und Ausgangsbücher, Journale) festgehalten werden. Für die serielle Verwaltungsarbeit setzt sich im 19. Jahrhundert die Kartei durch, die viele Amtsbuchtypen ablöst, wie vielleicht am augenfälligsten in der Ablösung der Bandkataloge in den Bibliotheken durch Zettelkataloge.